# Frances, South Australia
Frances är en ort i Australien. Den ligger i kommunen Naracoorte and Lucindale och delstaten South Australia, omkring 290 kilometer sydost om delstatshuvudstaden Adelaide. Antalet invånare är 345.
Trakten runt Frances är nära nog obefolkad, med mindre än två invånare per kvadratkilometer.. Det finns inga andra samhällen i närheten.
Trakten runt Frances består till största delen av jordbruksmark. Genomsnittlig årsnederbörd är 560 millimeter. Den regnigaste månaden är juni, med i genomsnitt 97 mm nederbörd, och den torraste är januari, med 14 mm nederbörd.